# Praxis (erebídeos)
Praxis é um gênero de traça pertencente à família Arctiidae.